# Faro di Mersin
Il Faro di Mersin (in turco Mersin Deniz Feneri) si trova sulla costa mediterranea nella città di Mersin, in Turchia.

## Geografia
Il faro di Mersin fa parte del tessuto urbano di Mersin ed è situato a ovest della foce del fiume Efrenk. Il viale İsmet İnönü si trova a nord del faro. È circondato da percorsi pedonali  e a ovest si trova un gruppo di ristoranti. Il porto si trova a est e il faro si trova a circa 2 km a ovest dell'ingresso del porto. Poiché il vento dominante nell'area di Mersin è il lodos (da sud-ovest), il faro fornisce un servizio alle imbarcazioni che si avvicinano da ovest, come avviene di solito.

## Storia
Nel 1865 fu costruito un faro con una semplice struttura in ferro, ma nel 1880 fu costruito l'attuale edificio del faro da una società francese. Il faro, che ha subito importanti riparazioni nel 1955, fu acquistato dalla Repubblica di Turchia e ora è gestito dalla Direzione Generale della Sicurezza Costiera (in turco Kıyı Emniyeti Genel Müdürlüğü).

## Descrizione
L'edificio è una torre cilindrica ottagonale in muratura con lanterna e galleria. Adiacente alla torre si trova la casa del custode. Il suo piano focale è di 16 m. Lampeggia tre volte in bianco ogni dieci secondi. In passato la fonte di luce era costituita da cherosene e acetilene. Attualmente è illuminato da una lampada alogena. Il raggio di visibilità è di circa 15 miglia nautiche (28 km). Il faro di Mersin è elencato in Turchia con il codice "TUR-043".